# Synode von Rom (313)
Die Synode von Rom fand im Jahr 313 statt und sollte einen kirchlichen Streit in Nordafrika beenden.

## Vorgeschichte
Der Bischof von Karthago, Caecilianus, war im Jahr 312 durch Donatisten seines Amtes enthoben worden, da bei seiner Bischofsweihe angeblich ein sogenannter traditor namens Felix mitgewirkt hatte. Hieraus entwickelte sich der Donatistenstreit.

## Einberufung
Um diesen Kirchenstreit in Nordafrika zu schlichten, beauftragte Kaiser Konstantin den Bischof von Rom Miltiades damit, zusammen mit drei anderen Bischöfen eine Entscheidung zu fällen. Bei der Synode in Rom waren beide Interessenparteien vertreten. Außerdem nahmen drei vom Kaiser eingeladene gallische Bischöfe und 15 italische Bischöfe teil.

## Verhandlungen und Ergebnis
Gegenstand der Verhandlungen sollte zunächst nur eine finanzielle Entschädigung an Caecilianus sein. Da dessen Gegner jedoch auf einer Amtsenthebung beharrten, rollte die Synode das Verfahren neu auf und verwarf schließlich die afrikanischen Entscheidungen mit der Maßgabe, dass Caecilianus wieder als Bischof einzusetzen sei.

## Bedeutung
Mit dieser Synode etablierte Konstantin das Rechtsinstitut der Bischofssynode. Als Grundlage diente ihm dafür die Stellung des pontifex maximus: Da der Kaiser dieses Amt innehatte, um den salus publicus zu wahren, konnte er bei Fragen, die die öffentliche Religionsausübung betrafen, mit dem consilium anderer Priester – in diesem Falle waren das die Bischöfe – eine „kultische“ Rechtsprechung ausüben.